# Haplogrup H del cromosoma Y humà
L'haplogrup H del cromosoma Y humà és un haplogrup format a partir de l'haplotip M52 del cromosoma Y humà.
Aquest haplotip només es troba amb elevada freqüència a l'Índia.
És una branca de l'haplogrup F i es creu que va arribar a l'Índia fa entre 20.000 i 30.000 anys. El seu lloc més probable d'introducció és l'Índia, ja que és on es troba concentrat, però no es descarta que pogués aparèixer a l'Iran o l'Orient Pròxim.